# Ros Muc
Ros Muc (en anglès Rosmuc) és una ciutat d'Irlanda, a la Gaeltacht de Conamara al comtat de Galway, de la província de Connacht. Es troba a mig camí entre Clifden i Galway.
S'estima els primers assentaments són del 400, cent anys abans que Naomh Briocán (Sant Briocán) hi portés el cristianisme. El 87% dels habitants parlen irlandès. La Divisió Electoral del Districte de Turlough afirma que Rosmuc és l'àrea on la parla irlandesa és més forta. D'acord amb una anàlisi del cens d'un total de 91,9% dels adults majors de dinou anys va afirmar que parlaven irlandès diàriament. Durant els últims trenta anys la població va fortament disminuir principalment per l'emigració. El poble és el lloc de naixement de l'expresident de la Lliga Gaèlica, Proinsias Mac Aonghusa.

## Etimologia
El nom de 'Ros Muc' provindria de l'antic irlandès «península de pujols arrodonits», ja que ros significa «península» i muc significa «turons arrodonits» o «porc». D'altra banda, l'etimologia pot ser literalment ros muc - «península cap de porc».

## Personatges il·lustres
A la zona hi ha viscut nombroses figures literàries, con el revolucionari i activista Patrick Pearse (Pádraig Mac Piarais) que tenia una residència d'estiu allà l'any 1900 (ara Monument Nacional irlandès), i que va descriure la zona a molts dels seus contes. Un altre escriptor era Pádraic Ó Conaire, que va escriure una sèrie de contes situats en part a la regió, incloent M'asal Beag Dubh («El meu Petit Ruc Negre») i la novel·la Deoraíocht («Exili»). L'àrea és reconeguda com una de les zones Gaeltacht més fortes al sud de Connemara.
Pádraig Pearse, que va participar en l'aixecament de Pasqua de 1916 a Dublín, tenia una cabanya a Ros Muc, on va escriure moltes de les seves peces. Va ser a Rosmuc on hi va escriure el seu famós discurs pronunciat a la tomba de Ó Donnabhain Rosa (Jeremiah O'Donovan Rossa) en 1915, que incloïa les paraules immortals «... però, els ximples, els ximples, els ximples - Ells ens han deixat el nostre fenià mort, i mentre Irlanda cava aquestes tombes, Irlanda sense llibertat mai podrà estar en pau».
L'equip de futbol de Rosmuc és «Cumann Sacar Naomh Briocain» (afiliat a la FAI i juga en la lliga de districte Galway). Naomh Briocain també té jugadors de parròquies veïnes, sobretot Cill Chairain, Carna i Leitir Móir.

## Townlands
Gleann Chatha, An Gort Mór, Inbhear, Turlach, Ros Dubh, An Tamhnaigh Bhig, Snámh Bó, Cill Bhriocáin, An Aill Bhuí, An tOileán Mór, An Turlach Beag, Salalaoi, An Baile Thair, An Siléar, Inis Eilte, An Cladhnach, Cladach ó Dheas, Gairfean, Ros Cíde, Doire Iorrais.